# Basilico's
Basilico's Pasta e Vino es un restaurante italiano en Huntington Beach, California, Estados Unidos, propiedad y dirigido por Tony Roman. 

## Descripción
El restaurante ofrece cocina italiana. Los platos que se sirven incluyen pollo parmesano; fettuccine con pesto, piñones y camarones; pollo marsala; pasta primavera; y tiramisú casero. El comedor principal tiene capacidad para entre 35 y 40 personas. Fuera del restaurante, una bandera de Gadsden ondea junto a una bandera de los Estados Unidos.

## Historia
El restaurante fue fundado en junio de 1999, por la italoestadounidense de primera generación Rosemarie Roman (de soltera Basilico). Originalmente ubicado en Magnolia y Yorktown, se mudó a otra ubicación en Huntington Beach en 2017, entre un salón de belleza y un gimnasio en Hamilton Avenue y Brookhurst Street. A agosto de 2021, el restaurante es propiedad de y está dirigido por Tony Roman.
En junio de 2020, en medio de la pandemia de COVID-19 en California, el restaurante instituyó una «política patriótica» que prohíbe a los comensales usar mascarillas, mientras que los carteles publicitarios del restaurante contenían lemas como «Leave the mask, take the cannoli» («Deja la máscara, llévate el cannoli», una parodia a una línea de diálogo de El padrino). A pesar de la orden de confinamiento del gobernador Gavin Newsom en diciembre de 2020, Basilico's permaneció abierto. En junio de 2021, el restaurante recibió una multa de 152 000 dólares por parte de la División de Seguridad y Salud Ocupacional de California por violar las medidas de la pandemia. El mes siguiente, el restaurante introdujo otra política que requería que los comensales presentaran pruebas de que no estaban vacunados contra COVID-19. Roman describió a Basilico's como un «campo de batalla constitucional … en defensa de la libertad»; el restaurante también estableció una organización llamada «Make Restaurants Great Again» (en referencia a «Make America Great Again»).
El restaurante aceptó $ 57 738 del Paycheck Protection Program («Programa de Protección de Cheques de Pago»), un programa de préstamos comerciales del gobierno de los Estados Unidos para ayudar a ciertas empresas afectadas por la pandemia de COVID-19. Roman justificó esto diciendo que «¡Es nuestro dinero, no el de ellos!».